# Karlskoga
Karlskoga – miasto w południowej Szwecji, w regionie Örebrö, nad jeziorem Möckeln, na wschód od jeziora Wener. Jest siedzibą gminy Karlskoga. Prawa miejskie uzyskało w 1940 roku. Liczy około 27,5 tys. mieszkańców (2005). Największy ośrodek przemysłowy produkujący broń w Szwecji - zakłady Bofors.

## Historia
Parafię Karlskoga ustanowiono w 1586 r. i wkrótce powstał drewniany kościół. W wieku XVII zbudowano 14 małych kuźni i 8 młynów wodnych napędzających młoty do kucia żelaza. Większość z nich pracowało jeszcze w latach 1860-1870, ale najlepiej prosperował jeden położony w pobliżu Bofors. W roku 1871 Bofors produkował 6 124 ton stali, więcej niż jakikolwiek inny ośrodek hutniczy w Szwecji. W 1882 r. parafia (socken) Karlskoga miała już 11 184 wyznawców.
Miasto Karlskoga rozwinęło się bazując na przemyśle zbrojeniowym w zakładach Bofors. Najsłynniejszym właścicielem Bofors był Alfred Nobel, który zarządzał zakładem od 1894 do swojej śmierci w grudniu 1896 r. Odegrał główną rolę w przekształceniu fabryki żelaza w nowoczesny zakład zbrojeniowy i chemiczny. W latach 1894–1896 mieszkał także w dworku Björkborn i chociaż zmarł w swojej willi w San Remo we Włoszech i miał dom w Paryżu, zdecydowano, że jego rezydencją było Björkborn w Karlskoga. To właśnie tu słynny testament, który był spisany w Paryżu w 1895 został zalegalizowany w obliczu prawa, co umożliwiło ogłoszenie słynnej Nagrody Nobla.
W roku 1940 miejscowość Karlskoga wraz z okolicami (tereny obecnej gminy Karlskoga) otrzymała prawa miasta (stad).

## Gospodarka
W mieście rozwinął się przemysł zbrojeniowy, maszynowy, metalowy, chemiczny oraz hutniczy.

## Sport
- BIK Karlskoga – klub hokeja na lodzie

## Współpraca
- Aalborg, Dania
- Húsavík, Islandia
- Riihimäki, Finlandia
- San Remo, Włochy
- Wheaton, Stany Zjednoczone